# موثبین
موثبین (به عربی: موثبین) یک روستا در سوریه است که در استان درعا واقع شده‌است. موثبین ۲٬۳۵۱ نفر جمعیت دارد.